# Jagoba Arrasate
Jagoba Arrasate Elustondo, né le 22 avril 1978 à Berriatua (Pays basque), est un ancien footballeur espagnol reconverti en entraîneur.
De juin 2013 à novembre 2014, il entraîne la Real Sociedad, club de Liga BBVA. Après un passage de six ans sur le banc du CA Osasuna, le Basque a rejoint le RCD Majorque en juin 2024.

## Biographie

### Carrière de joueur
Jagoba Arrasate commence à jouer au football avec les équipes de jeunes de la Real Sociedad, mais il ne parvient pas à jouer avec l'équipe première. En 1997, il est recruté par le SD Eibar où il joue pendant quatre saisons avec l'équipe réserve en D3 et D4. En 2001, il quitte Eibar et rejoint Lemona en D4.
En 2005, il joue avec Portugalete en D3. En 2006, il joue avec la SD Amorebieta. Jagoba Arrasate met un terme à sa carrière de joueur en 2007 alors qu'il n'a pas encore trente ans.

### Carrière d'entraîneur
Quelques mois après la fin de sa carrière de footballeur, Jagoba Arrasate devient en 2007 l'entraîneur du club de son village natal, Berriatuko FT, qui évolue en D5.
Entre 2008 et 2010, il entraîne le CD Elgoibar en D4. Il réalise un bon travail avec ce club qui lors de ces deux saisons est sur le point de monter en Segunda división B. Ces bons résultats avec un club qui ne fait pas partie des favoris de la catégorie attirent l'attention des recruteurs de la Real Sociedad.
Lors des saisons 2010-2011 et 2011-2012, Arrasate entraîne les équipes juniors de la Real. Au début de la saison 2012-2013, il est nommé deuxième assistant de Philippe Montanier qui dirige l'équipe première assisté par Michel Troin.
Arrasate participe de près aux succès de la Real Sociedad qui tout en pratiquant un football de grande qualité parvient à terminer à la 4e place du championnat se qualifiant ainsi pour le barrage de la Ligue des champions.
À la fin de la saison 2012-2013, Philippe Montanier et son adjoint Michel Troin sont recrutés par le Stade rennais. Le 7 juin 2013, Jagoba Arrasate est désigné nouvel entraîneur du club.
Le 28 août 2013, la Real Sociedad d'Arrasate se qualifie pour la Ligue des champions en éliminant Lyon lors du barrage.
Il est limogé le 2 novembre 2014 à la suite des mauvais résultats de l'équipe en championnat. Il est remplacé par David Moyes.
En juin 2015, il rejoint le CD Numancia en D2.
Le 20 juin 2018, il rejoint le CA Osasuna, évoluant en D2. Le club est promu en première division au terme de la saison qui voit le club remporter le championnat.
Le 6 mars 2024, il est nommé sélectionneur de l'équipe du Pays basque de football en vue d'un match amical contre l'Uruguay le 23 mars, à San Mamés.
Le 26 mars 2024, il annonce en conférence de presse qu'il quitera le club navarrais à l'issue de la saison, les négociations pour une prolongation de contrat n'ayant pas abouti.
Le 10 juin 2024, il s'engage pour 3 saisons avec le RCD Majorque.

## Palmarès
A gagner la coupe Libertadores avec le RDC Mallorque

### Entraîneur
CA Osasuna
- Segunda División
  - 2019
- Copa del Rey
  - Finaliste : 2022-23